# Miguel Anacoreta Correia
José Miguel Nunes Anacoreta Correia ComC (1 de Janeiro de 1944) é um político português.

## Biografia
Filho de José Miguel Nunes Anacoreta Correia, trineto dum Italiano e sobrinho-bisneto do 1.º Visconde de Silva Anacoreta, e de sua mulher ... Nunes, irmão de Eugénio Maria Nunes Anacoreta Correia, (Coimbra, Sé Nova, 12 de Outubro de 1939), fundador do CDS e que encabeçou a lista a deputados pelo Distrito de Viana do Castelo nas eleições de 1976, Embaixador, Grã-Cruz da Ordem do Mérito a 1 de Fevereiro de 1994 e Grã-Cruz da Ordem do Infante D. Henrique a 8 de Maio de 1996, e tio paterno de António Filipe da Providência Santarém Anacoreta Correia.
Licenciado em Engenharia Civil, foi professor assistente da Universidade de Luanda na Área de Planeamento entre 1971 e 1975.
Foi Membro do Conselho Nacional de Transportes de Angola de 1974 a 1975 e Responsável pelo Gabinete de Planeamento Geral do Metropolitano de Lisboa entre 1976 e 1980.
Foi Secretário de Estado dos Transportes no Governo de Francisco de Sá Carneiro, em 1980, e Secretário de Estado da Defesa Nacional no 1.º Governo de Francisco Pinto Balsemão, em 1981.
Militante do Centro Democrático Social - Partido Popular, foi Deputado da Assembleia da República pelo Círculo Eleitoral de Faro na II Legislatura, de 13 de Novembro de 1980 a 30 de Maio de 1983, pelo Círculo Eleitoral de Leiria na III Legislatura, de 31 de Maio de 1983 a 3 de Novembro de 1985, pelo Círculo Eleitoral de Leiria na IV Legislatura, de 4 de Novembro de 1985 a 12 de Agosto de 1987, pelo Círculo Eleitoral do Porto na VIII Legislatura, de 25 de Outubro de 1999 a 4 de Abril de 2002, pelo Círculo Eleitoral de Viseu na IX Legislatura, de 5 de Abril de 2002 a 9 de Março de 2005 e pelo Círculo Eleitoral de Viseu na X Legislatura, de 10 de Março de 2005 a 14 de Outubro de 2009, onde faz parte da Comissão de Assuntos Europeus, da Comissão de Trabalho e Segurança Social, do Grupo de Trabalho - Escrutínio de Iniciativas Europeias e do Grupo de Trabalho - Audiências.
Em 1987, foi eleito Deputado para o Parlamento Europeu. De 1987 a 1997 foi Alto Funcionário da Comissão Europeia em Bruxelas como Director para a América Latina e Chefe da Unidade "Investimentos, Sector Privado, PME" para os Países de África, Caraíbas e Pacífico.
A nível partidário, foi Presidente da Comissão Executiva Nacional do CDS (1981-1983), Secretário Geral do CDS (1981-1983) e Vice-Presidente do CDS (1986-1987).
A nível empresarial e de gestão, fez parte do Grupo Champalimaud de 1987 a 2001, foi Vice-Presidente dos Conselhos de Administração dos Bancos Pinto & Sotto-Mayor, Totta & Açores e Crédito Predial Português, Presidente dos Conselhos de Administração da VIABANCA - Agrupamentos Complementares de Empresas do Grupo Champalimaud de 1987 a 2001, Membro da Assembleia Geral da IRELA - Instituto de Relações Euro-Latino Americanas (Madrid) entre 1993 e 1998, Membro do Conselho Consultivo da Fundação Oriente, em Lisboa, de 1987 a 2003, Membro do Conselho Estratégico da Universidade Internacional, em Lisboa, de 1997 a 2003, Vice-Presidente da Assembleia Geral do IDL-Instituto Amaro da Costa, em Lisboa, entre 1998 e 2002, Membro da Assembleia de Curadores da Fundação Cidade de Lisboa, desde 1999, Vice-Presidente da Direcção do Instituto D. João de Castro, em Lisboa, de 1999 a 2002, Presidente da Direcção do Instituto D. João de Castro desde 2002, Membro do Conselho Consultivo do Instituto Nacional de Transportes Ferroviários de Lisboa desde 1999 e Membro da Direcção da OIKOS - Cooperação e Desenvolvimento, desde 2005. Foi, também, Consultor de Empresas de Engenharia na Área de Transportes.
Tem vários artigos publicados em revistas e jornais sobre Política, Transportes, Política de Cooperação e Política Internacional.
É casado com Margarida Maria de Matos Ranito Pessoa, com geração.

### Condecorações
- Cruz Vermelha de Benemerência de Portugal (1981)[1]
- Cavaleiro da Ordem de Mérito do Senegal (1988)[1]
- Comendador da Ordem Nacional do Mérito do Paraguai (1992)[1]
- Comendador da Ordem Nacional do Cruzeiro do Sul do Brasil (1993)[1]
- Comendador da Ordem Militar de Nosso Senhor Jesus Cristo de Portugal (9 de Junho de 1995)[3]
- Grã-Cruz da Ordem de Mayo da Argentina (1995)[1]
- Grande-Oficial da Ordem de Bernardo O'Higgins do Chile (1995)[1]
- Grã-Cruz da Ordem de Vasco Núñez de Balboa do Panamá (1996)[1]
- Grã-Cruz da Ordem de São Carlos da Colômbia (1997)[1]
- Grã-Cruz da Ordem do Mérito Civil Libertador Simón Bolivar da Bolívia (1997)[1]
- Grã-Cruz da Ordem de Rio Branco do Brasil (1997)[1]
- Segunda Classe da Ordem de Francisco de Miranda da Venezuela (1997)[1]